# Zhang Xiangsen
Zhang Xiangsen (n. 5 noiembrie 1972) este un halterofil ce a reprezentat Republica Populară Chineză, medaliat olimpic. A participat la o ediție a Jocurilor Olimpice (1996) în care a câștigat o medalie de argint.

## Participări
Lista de mai jos prezintă principalele competiții la care a participat Zhang Xiangsen de-a lungul carierei.
- weightlifting at the 1996 Summer Olympics – men's 54 kg[*]